# 1504

## Събития
- 8 септември – На площада пред Палацо Векио във Флоренция, официално е открита скулптурата Давид изваяна от Микеланджело Буонароти.

## Починали
- 2 юли – Щефан чел Маре, молдовски владетел